# Tour du Pays basque 1995
La 36e édition du Tour du Pays basque a eu lieu du 3 au 7 avril 1995. La victoire finale est revenue au Suisse Alex Zülle.

## Les étapes
| Étape        | Date     | Villes étapes           | Distance (km) | Vainqueur d'étape       |
| 1re étape    | 3 avril  | Zegama - Zegama         | 128           | Rolf Sørensen           |
| 2e étape     | 4 avril  | Zegama - Vitoria        | 194           | Gilbert Duclos-Lassalle |
| 3e étape     | 5 avril  | Vitoria - La Arboleda   | 182           | Alex Zülle              |
| 4e étape     | 6 avril  | Trapagaran - Lekunberri | 188           | Tony Rominger           |
| 5e étape (a) | 7 avril  | Lekunberri - Lezo       | 100           | Assiat Saitov           |
| 5e étape (b) | 12 avril | Lezo - Jaizkibel        | 7 (clm)       | Alex Zülle              |

## Classement final
| Cycliste                   | Pays    | Équipe |    | Temps            |
| -------------------------- | ------- | ------ | -- | ---------------- |
| 1. Alex Zülle              | Suisse  |        | en | 19 h 54 min 28 s |
| 2. Laurent Jalabert        | France  |        | à  | 1 min 16 s       |
| 3. Tony Rominger           | Suisse  |        |    | 2 min 25 s       |
| 4. Evgueni Berzin          | Russie  |        |    | 2 min 30 s       |
| 5. Davide Rebellin         | Italie  |        |    | 2 min 36 s       |
| 6. Fernando Escartín       | Espagne |        |    | 2 min 42 s       |
| 7. Mauro Gianetti          | Suisse  |        |    | 3 min 03 s       |
| 8. Francesco Frattini      | Italie  |        |    | 3 min 07 s       |
| 9. Alfredo Irusta Sampedro | Espagne |        |    | 3 min 11 s       |
| 10. José María Jiménez     | Espagne |        |    | 3 min 18 s       |